# De kleuterdynamo
De kleuterdynamo is het  5de stripverhaal van Jump. De reeks wordt getekend door striptekenaar Charel Cambré. Charel Cambré neemt ook de scenario's voor zijn rekening. Het stripalbum verscheen in november 2008.

## Verhaal
Een oude miljonair wil graag terug jong worden. Hiertoe roept hij zijn zoon, Norbert, bij zich om iets uit te vinden dat hem zijn jeugdigheid kan teruggeven. Na al die jaren studie zou hij dat moeten kunnen. De vrouw van Norbert, Camilla, is voornamelijk belust op de rijkdom van de miljonair en ziet dit niet graag gebeuren. Maar voor één keer in zijn leven, neemt Norbert zelf een beslissing en gaat hij aan de slag om zijn vader terug jong te maken. Hij creëert een verjongingsdynamo. De oude miljonair moet zodanig veel snelheid proberen te maken met een rolstoel waarop de dynamo geïnstalleerd is. Zo wordt de dynamo geactiveert om te verjongen. Dweezil komt toevallig in aanraking met die uitvinding en wordt terug een kleuter, met alle gevolgen. Brains krijgt de opdracht om Dweezil terug zijn normale leeftijd te geven.